# Verfahrensrüge
Unter einer Verfahrensrüge wird im deutschen Strafprozess eine Rüge der Revision verstanden, die das Verfahren, mit dem das Gericht zum Urteil gelangt ist, rügt. Sie steht damit im Gegensatz zur Sachrüge, mit dem der sachlich-rechtliche Inhalt des Urteils angegriffen werden kann. Beide Rügearten schließen sich jedoch nicht gegenseitig aus.
Die Verfahrensrüge muss, damit sie zulässig erhoben ist, die Tatsachen angeben, mit denen der Verfahrensverstoß nachgewiesen werden kann (§ 344 Absatz 2 Satz 2 der Strafprozessordnung). Dabei ist eine Bezugnahme auf Akten oder Anlagen unzulässig. Das Revisionsgericht muss nur anhand des Vortrags des Beschwerdeführers prüfen können, ob ein Verfahrensfehler, wenn die Angaben zutreffend wären, vorliegt. Erst im Rahmen der Begründetheitsprüfung werden dann die vorgetragenen Angaben auf Richtigkeit überprüft. Dabei gilt das Freibeweisverfahren. Ausnahmsweise brauchen die Tatsachen dann nicht angegeben werden, wenn sie sich aus dem Urteil selbst ergeben und gleichzeitig die allgemeine Sachrüge erhoben worden ist, sodass das Revisionsgericht das gesamte Urteil ohnehin zur Kenntnis nehmen muss. Daran ändert jedoch nichts, dass die Verfahrensrüge jedenfalls trotzdem erhoben werden muss. Eine Prüfung von Amts wegen findet nicht statt.
Es gibt diverse Verfahrensrügen:
- Aufklärungsrüge
- Inbegriffsrüge
- Besetzungsrüge
- Rüge der fehlerhaften Ablehnung eines Beweisantrags
- absolute Revisionsgründe (§ 338 StPO)